# Pedro Granger
Pedro Maria Guerra Tavares Granger Rodrigues (Lisboa, 8 de junho de 1979) é um ator, apresentador e dobrador português.

## Formação
- New York Film Academy (NYFA).
- Curso de iniciação às técnicas de representação para cinema e televisão com António Pedro Vasconcelos, Nicolau Breyner, Jean Paul Bucchieri.
- Curso de expressão corporal com Luca Aprea do Teatro Meridional no Teatro da Comuna.
- Voz e dicção com Teresa Lima.
- Guitarra.

## Televisão

### Televisão
| Ano         | Projeto                                       | Papel                     | Notas                                                                   | Canal |
| ----------- | --------------------------------------------- | ------------------------- | ----------------------------------------------------------------------- | ----- |
| 1999        | Médico de Família                             | Tomás                     | Elenco Secundário                                                       | SIC   |
| 1999        | A Lenda da Garça                              | João Filipe Braga         | Elenco Principal                                                        | RTP1  |
| 2000        | O Bairro da Fonte                             | César                     | Elenco Adicional                                                        | SIC   |
| 2000        | Alta Fidelidade                               | Sérgio                    | Elenco Principal                                                        | SIC   |
| 2000        | Ajuste de Contas                              | José Eduardo (jovem)      | Participação Especial                                                   | RTP1  |
| 2000 - 2001 | Jardins Proibidos                             | Vasco Ramos Ávila         | Protagonista                                                            | TVI   |
| 2001 - 2002 | Super Pai                                     | Manuel                    | Elenco principal                                                        | TVI   |
| 2003        | As Mais Belas Canções de Amor                 | Ele Próprio               | Apresentador, ao lado de Júlia Pinheiro e Manuel Luís Goucha            | TVI   |
| 2003 - 2004 | Ídolos 1.ª temporada                          | Ele Próprio               | Apresentador, com Sílvia Alberto                                        | SIC   |
| 2004 - 2006 | O Jogo                                        | Mário Vilela              | Elenco Principal                                                        | SIC   |
| 2004 - 2005 | Ídolos 2.ª temporada                          | Ele Próprio               | Apresentador, com Sílvia Alberto                                        | SIC   |
| 2005 - 2006 | Dei-te Quase Tudo                             | Rodrigo Capelo            | Protagonista                                                            | TVI   |
| 2007 - 2008 | Fascínios                                     | Salvador Lopes de Almeida | Co- Protagonista                                                        | TVI   |
| 2008        | Equador                                       | Príncipe Luís Filipe      | Elenco Principal                                                        | TVI   |
| 2008        | Olhos nos Olhos                               | Bernardo Santos Oliveira  | Participação Especial                                                   | TVI   |
| 2008        | Uma Canção para Ti (1.ª edição)               | Ele Próprio               | Jurado                                                                  | TVI   |
| 2009        | Uma Canção para Ti (2.ª edição)               | Ele Próprio               | Jurado                                                                  | TVI   |
| 2009        | Uma Canção para Ti (3.ª edição)               | Ele Próprio               | Jurado                                                                  | TVI   |
| 2009        | 37                                            | Filipe                    | Elenco Principal                                                        | TVI   |
| 2009        | Rédea Solta                                   | Ele Próprio               | Apresentador                                                            | TVI24 |
| 2010        | Secret Story - Casa dos Segredos (1.ª edição) | Ele Próprio               | Apresentador dos "Diário da Noite" e "Extra", ao lado de Leonor Poeiras | TVI   |
| 2010 - 2011 | Sedução                                       | Tiago Mendes Soares       | Co-Antagonista                                                          | TVI   |
| 2011        | O Elo Mais Fraco                              | Ele Próprio               | Apresentador                                                            | RTP1  |
| 2012        | Festival RTP da Canção 2012                   | Ele Próprio               | Apresentador, ao lado de Sílvia Alberto                                 | RTP1  |
| 2013        | Vale Tudo (1.ª temporada)                     | Ele Próprio               | Elenco Fixo                                                             | SIC   |
| 2013        | Sol de Inverno                                | João Maria                | Participação Especial                                                   | SIC   |
| 2014 - 2015 | Jardins Proibidos                             | Vasco Ramos Ávila         | Protagonista                                                            | TVI   |
| 2016 - 2017 | A Impostora                                   | Afonso Varela             | Elenco Principal                                                        | TVI   |
| 2017 - 2018 | A Herdeira                                    | Dinis Videira             | Elenco Principal                                                        | TVI   |
| 2018        | Festival da Eurovisão de 2018                 | Ele Próprio               | Moderador das Conferências de Imprensa                                  | RTP1  |
| 2018        | Festival da Eurovisão de 2018                 | Ele Próprio               | Apresentador da cerimónia de abertura                                   | RTP1  |
| 2019        | Juntos em Festa                               | Ele Próprio               | Co-Apresentador                                                         | TVI   |
| 2019 - 2020 | Na Corda Bamba                                | Óscar Magalhães           | Elenco Principal                                                        | TVI   |
| 2021        | A Máscara                                     | Lobo                      | Concorrente (Vencedor)                                                  | SIC   |
| 2021        | Estamos em Casa                               | Ele Próprio               | Apresentador                                                            | SIC   |
| 2021        | Na Toca D' Lobo (A Máscara)                   | Ele Próprio               | Apresentador Digital                                                    | SIC   |
| 2022        | Festival RTP da Canção 2022                   | Ele Próprio               | Jurado                                                                  | RTP1  |
| 2022        | Pôr do Sol                                    | Ele Próprio               | Participação Especial                                                   | RTP1  |
| 2023        | Os Traidores                                  | Ele Próprio               | Comentador                                                              | SIC   |
| 2023        | Hell's Kitchen - Famosos                      | Ele Próprio               | Concorrente                                                             | SIC   |
| 2023 - 2024 | Os Eleitos                                    | Carlos                    | Elenco Recorrente (OPTO)                                                | SIC   |
| 2024        | Festival RTP da Canção 2024                   | Ele Próprio               | Apresentador convidado                                                  | RTP1  |

## Cinema
- 2013 - Sei Lá, realização de Joaquim Leitão
- 2013 - RPG, realização de David Rebordão
- 2012 - As Trapaceiras, realização de André Badalo
- 2011 - Real Playing Game, realização de Tino Navarro
- 2008 - O Contrato, realização de Nicolau Breyner
- 2006 - Inimigo sem Rosto, realização de José Farinha
- 2005 - O Crime do Padre Amaro, realização de Carlos Coelho da Silva
- 2004 - Vannila Coke, realização de Greg Vandentillaart
- 2003 - Improv, realização de Greg Vandentillaart
- 2003 - O Círculo Mágico, realização de Pedro dos Santos
- 2001 - Teorema de Pitágoras, argumento e realização de Gonçalo Galvão Teles
- 2000 - Alta Fidelidade, argumento de Tiago Guedes de Carvalho e Rodrigo Guedes de Carvalho, realização de Tiago Guedes de Carvalho

## Teatro
- "O rapaz dos Desenhos" peça de Michael Healey, versão de João Lourenço e Vera San Payo de Lemos. Interpretam Luís Alberto (no papel de Mário), Rui Mendes (como Ângelo) e Pedro Granger (como Miguel).
- “(O) pressão” encenação Manuel Coelho
- “O quer é que estás a pensar?” encenação de Elsa Valentim

## Publicidade
- Diversas locuções de rádio e televisão
- TMN 2000
- Organics 2001
- 7 UP 2002
- Moviflor 2003
- Santander 2007
- Worten 2008
- Todos por Portugal, cartão de sócio da selecção (europeu 2008)
- TDT (Televisão Digital Terrestre) 2011

## Música
- Letras para alguns grupos portugueses.
- Autoria e Interpretação da música No Brilho da Lua para a banda sonora da novela A Lenda da Garça.
- Participação no espectáculo “Amigos no Palco” em 97/98/2001/2004.
- Participação no Hino do Centenário do Sporting Clube de Portugal em 2006.

## Vida pessoal
Pedro Granger é solteiro e vive em Lisboa. É filho de António José de Santa Marta Granger Rodrigues (bisneto dum Francês e trineto do 2.º Visconde de Andaluz, antes Barão de Andaluz) e de sua mulher Maria Teresa de São Luís Guerra Tavares (Lourenço Marques, 21 de Junho de 1951) e irmão de Margarida Guerra Tavares Granger Rodrigues (4 de Junho de 1977), solteira e sem geração, e de Francisco Guerra Tavares Granger Rodrigues (15 de Janeiro de 1985) que casou em Lisboa, na Basílica da Estrela, 3 de Agosto de 2013) com Mariana Ilda Howorth Barbosa da Cruz (Lisboa, 9 de Julho de 1987), Advogada, teraneta dum Inglês e sobrinha-tetraneta do 1.º Barão de Howorth de Sacavém.